# Радовель (Житомирская область)
Ра́довель (укр. Радовель) — село на Украине, основано в 1496 году, находится в Олевском районе Житомирской области.

## География
Радовель расположен в 20 км от г. Олевск (районный центр), в 165 км от Житомира (областной центр) и в 205 км от Киева (столица Украины). Территория села (тыс.кв.м) — 3810.
Село находится в Полесской низменности на высоте 192 м над уровнем моря. Климат умеренно континентальный с холодными зимами и теплым летом. Зона смешанных лесов. Растительный и животный мир характерен для украинского Полесья. Почвы «дерново-подзолистые глеевые глинисто-песчаные, дерново-глеевые осушенные легкосуглинистые. Содержание гумуса в почвах пахотных земель в пределах 1,9». В 2 км от села протекает речка Перга.

## История
История села Радовель в виде очерков, написанных на основе архивных документов и воспоминаний очевидцев, сохранена в книгах бывшей учительницы, директора Радовельской ООШ, исследовательницы истории родного края Нины Михайловны Весельской «Уголок живописного Полесья»" и «Память вечно жива. Очерки по истории с. Радовель и его школы».
В книгах отмечается, что четкости в происхождении названия села Радовель в архивных документах не обнаружено. Существуют устные предания, согласно которым название может происходить от слов «рада» и «вести» (князь «советовался» (укр. «радився»), куда дальше вести свое войско) или же от «радоваться весьма» (укр."раділи вельми": князь с воинами радовались, что выбрались из топких болот и нашли удобное место для отдыха). Также существует легенда о Радове — храбреце из племени древлян, в честь которого будто бы и назвали поселение.
Не обнаружена и конкретная дата основания села. Впрочем, в «Географическом словаре Королевства Польского и прочих славянских земель» выпускница Радовельской школы Надия Гергало обнаружила следующую информацию: «Село Радовель, уезд Овручский, волость Жубровичская, 99 верст от Овруча, 142 дома, 842 жителя, церковь деревянная, построенная в 1862 году. В 1496 году Радовель был отдан во владение князю Тимофею Ивановичу Капусте королем Александром, в 1581 году — во владение Сапеги Богдана». Таким образом, в 1496 году село Радовель уже существовало. А поэтому «первое упоминание села под названием Радов в 1545 году, которое хранится в архивах Украины, является приблизительным».
Во второй половине XVII столетия Юзеф Кароль Немирич отдает Радовель монастырю кармелитов в Олевске, в 1694 году собственником Радовля становится Александр Немирич. В конце XVIII века Волынское воеводство, в состав которого входило село, было преобразовано в Изяславское наместничество (1793), а позже — Волынскую губернию Российской империи (1795) — самую отсталую окраину Юго-Западного края России. В 1831 году Радовель переходит в государственную собственность, в разряд казённых деревень. В то время село относилось к Олевской волости, в 1866 — оно переходит к Жубровичской волости, а со временем — к Белокоровичской.
Далее в истории села Радовель: Столыпинская аграрная реформа (в 1906 году в селе проживали 1000 человек, насчитывалось 156 дворовых хозяйств), национально-освободительное движение 1917—1921 годов, советская власть, Голодомор, Вторая мировая война, Чернобыльская катастрофа (территория села отнесена к третьей категории), восстановление Независимости Украины. В наше время в селе реализуется проект «Радовель».

## Социальная сфера

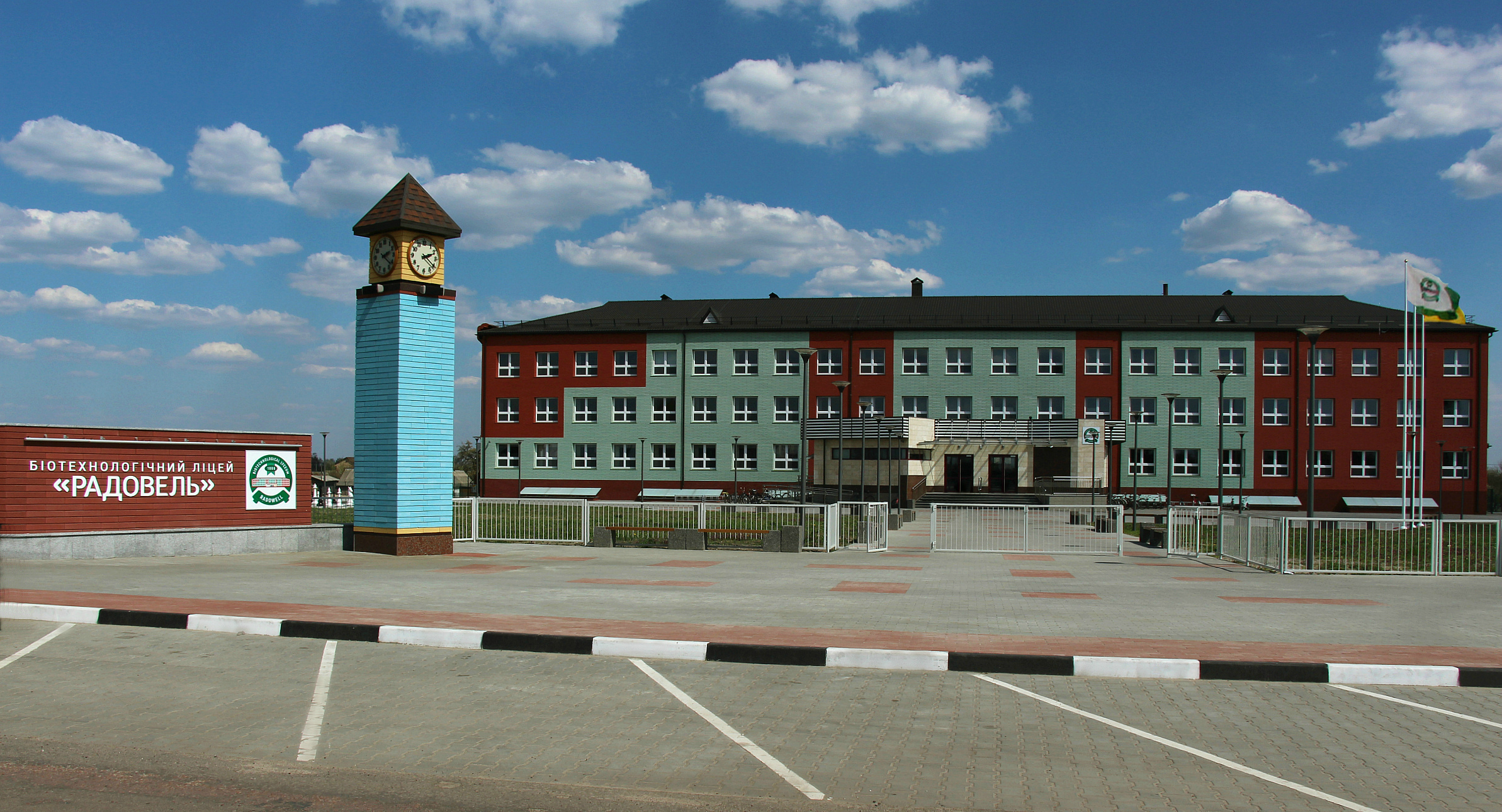
Биотехнологический лицей «Радовель»

В селе работают учебное заведение, детский сад, почтовое отделение «Укрпочты», амбулатория и аптека, сельский клуб, в котором размещены библиотека и народоведческая светлица, а также сельский совет (объединяет Радовель, Рудню-Радовельскую и Пояски).

### Образование
15 сентября 2018 года в селе был открыт Биотехнологический лицей «Радовель», реорганизованный из Радовельской общеобразовательной школы I—III степеней.
Дошкольный сегмент образования представлен детским садом № 20 «Родничок» (укр. «Струмок»).

### Здравоохранение

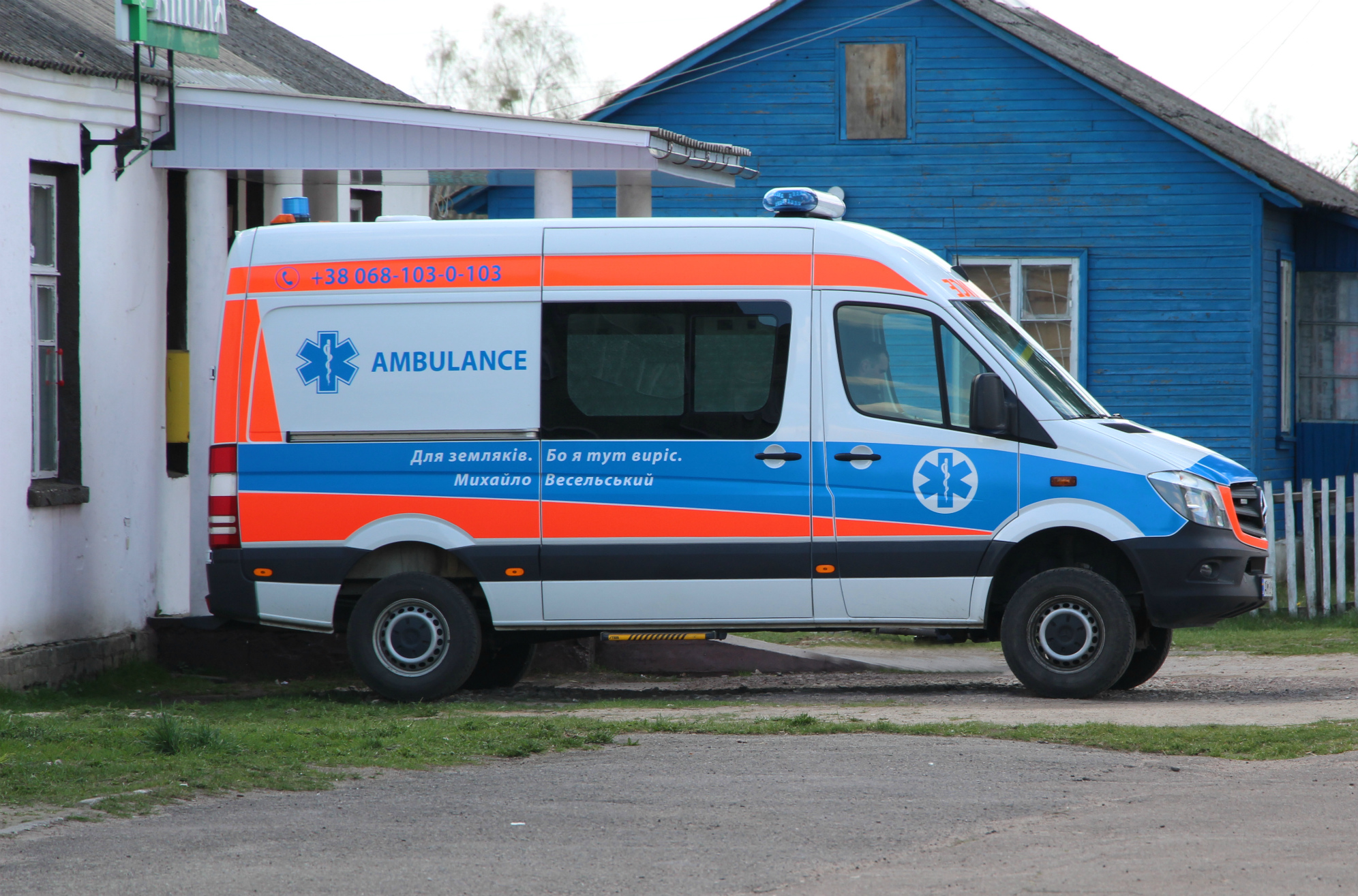
Реанимобиль

Сейчас в селе функционируют аптека, временная амбулатория, а также скорая неотложная помощь — современный реанимобиль с инновационным оборудованием. 8 декабря 2018 года устаревшая сельская амбулатория была демонтирована, а 24 декабря состоялась закладка первых блоков в строительство нового медицинского центра).

### Культура

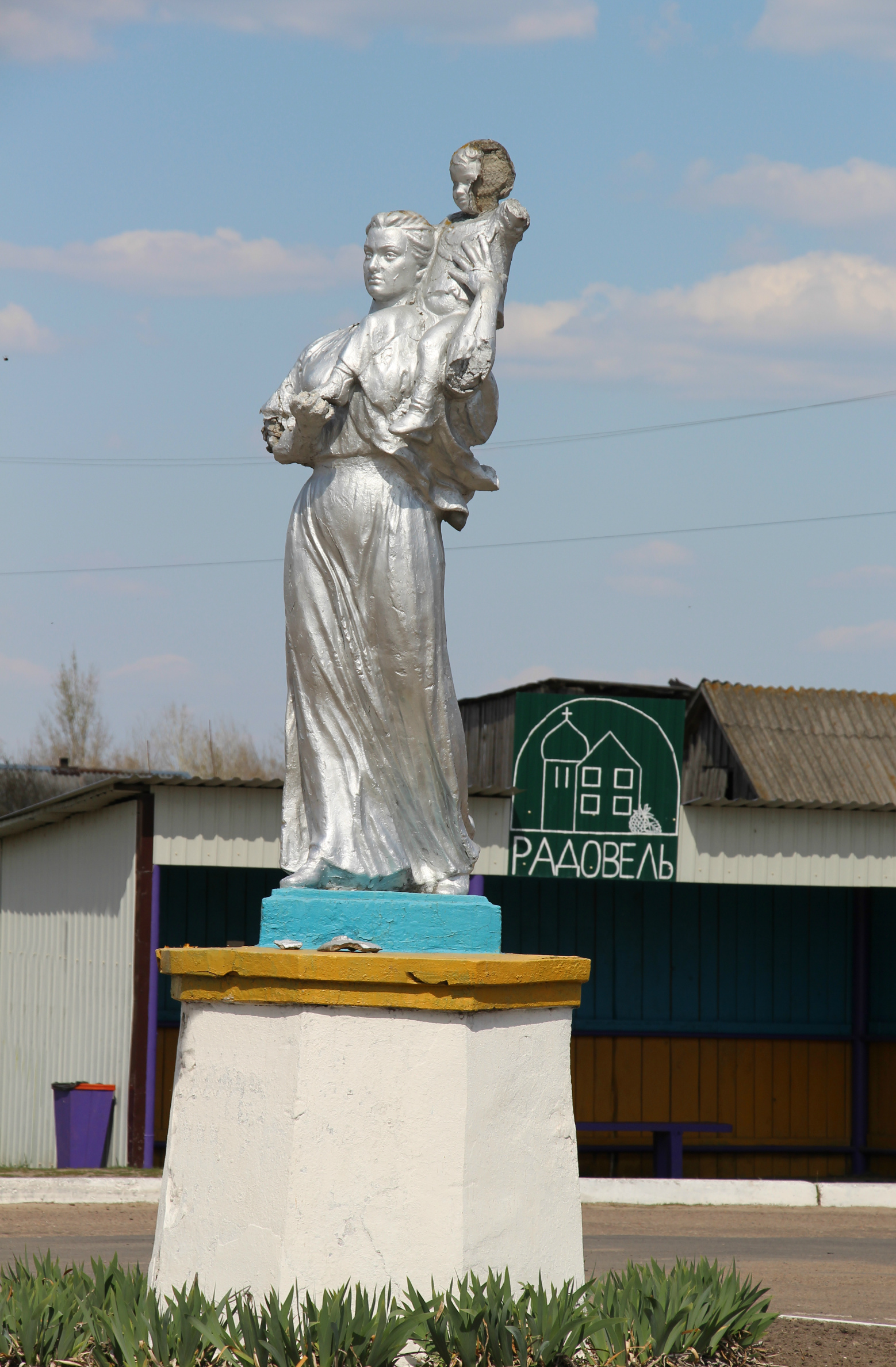
Скульптура «Матери и ребёнка»

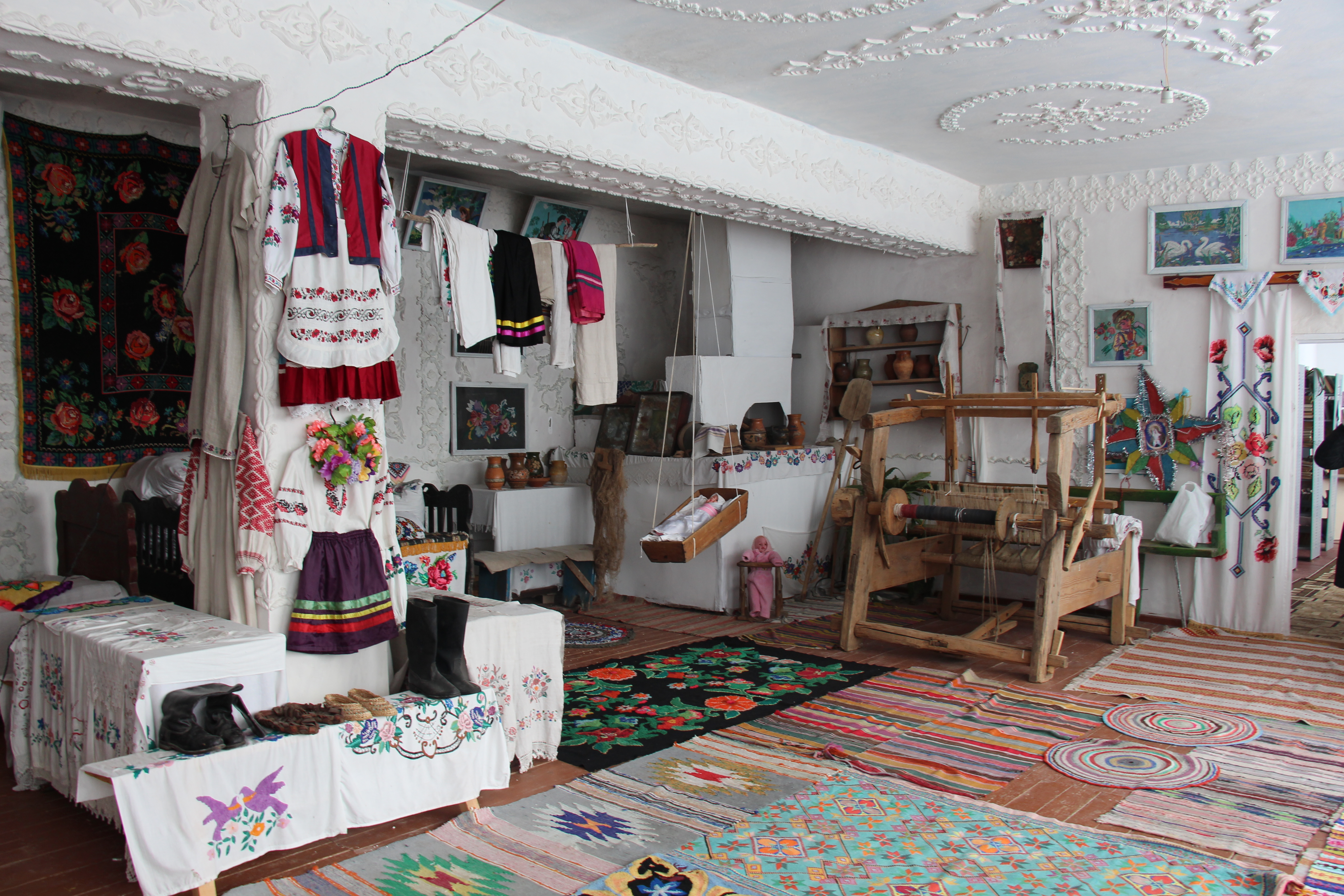
Народоведческая светлица

Сегодняшний сельский клуб (по проектной документации это именно клуб, а не дом культуры) работает с 1981 года. Круглый год здесь проводятся разнообразные культурные мероприятия, приуроченные к праздникам и иным важным событиям. С 1995 года действует самодеятельный ансамбль народного танца «Радо», являющийся постоянным участником концертов художественной самодеятельности и районных фестивалей. С 2014 года действует песенный коллектив «Рассвет» (укр. «Світанок»).
В клубе находятся сельская библиотека и местный музей — народоведческая светлица, где собраны старинные вещи народного быта. Среди экспонатов — вышитые рушники, прялка, ткацкий станок для изготовления полотна, ступы, разнообразные старинные изготовления, жень (кожаный канат для бортничества) и многое другое. Что касается бортничества — некоторые местные жители и сегодня собирают дикий мед, используя для этого борть.
Из культурных памятников в селе — скульптура «Матери и ребёнка», стоящая в центре села, изготовленная М. М. Бариновой, в прошлом — ученицей Радовельской ООШ. Также — памятники погибшим односельчанам и С. К. Туру — командиру партизанского отряда, погибшему в годы Второй мировой войны в районе Радовля.
25 февраля 2016 года в Радовле состоялось открытие и освящение нового Храма в честь Богоявления (Свято-Богоявленский храм), построенного на средства жителей местной громады и спонсорскую помощь. Историческое сооружение церкви было построено в 1862 году за государственные деньги и в то время называлось в честь Воскресения Христова. Во второй половине XX века её помещение, где уже размещался сельский клуб, сгорело.

## Транспорт
Через село ежедневно курсируют автобусы по маршрутам Олевск-Киев / Киев-Олевск и Олевск-Житомир / Житомир-Олевск. За 5 км от с. Радовель проходит международная трасса М-07 Киев — Ковель — Ягодин, по которой следуют транспортные средства разных рейсов, в частности, международных. Ближайшие железнодорожные станции — в с. Пояски, г. Олевск и с. Белокоровичи, а также в г. Коростень.

## Население
По состоянию на 01.01.2019 количество населения составляет 1249 человек.